# کیش‌نیاراد
کیش‌نیاراد (به مجاری:  Kisnyárád) یک منطقهٔ مسکونی در مجارستان است که در ناحیه موهاچ واقع شده‌است.